# Confédération luxembourgeoise des syndicats chrétiens
La Confédération luxembourgeoise des syndicats chrétiens (en luxembourgeois : Lëtzebuerger Chrëschtleche Gewerkschaftsbond, abrégé en LCGB) est un syndicat chrétien luxembourgeois fondé le 23 janvier 1921. L'action politique du LCGB se fonde ainsi sur les principes de la doctrine chrétienne sociale. Ceci explique également le crédo du syndicat: L'Homme au centre de notre action.
Avec un peu plus de 40 000 membres, le LCGB est le deuxième syndicat du Luxembourg. À côté de l'OGBL et de la CGFP, le LCGB est un des trois syndicats luxembourgeois ayant la représentativité nationale. Au titre de syndicat ayant la représentativité nationale, le LCGB participe aux réunions de la Tripartite, négocie des accords ou conventions collectives avec les fédérations patronales et siège au sein des organes de la Caisse Nationale de Santé (CNS), de la Caisse Nationale d'Assurance Pension (CNAP) et du Conseil économique et social (CES) luxembourgeois.
En 2001, le LCGB a cofondé avec le syndicat chrétien des cheminots Syprolux la Mobbing asbl.
Le siège du LCGB se trouve dans le quartier de la Gare à Luxembourg-ville.

## Organisation

### Structures nationales et régionales
Au niveau national et régional, les membres du LCGB sont fédérés dans :
- 3 circonscriptions (Centre-Est, Nord, Sud) ;
- 76 sections locales au Luxembourg et 4 sections locales pour frontaliers (Longwy, Rhénanie-Palatinat, Sarre, Thionville) ;
- 4 sections d'entreprise (AVL, Heintz van Landewyck, P&T, RTL) ;
- 12 fédérations professionnelles (Commerce, Construction et Artisanat, Écoles privées, Employés communaux, Fonction publique, Gardiennage, Industrie, Santé et Socio-éducatif, SEA - Syndicat des employés dans le secteur de l'aviation, SESF - Syndicat des employés du secteur financier, SESM - Syndicat des employés de la sidérurgie et de la métallurgie, Transport) ;
- 2 structures professionnelles spécifiques (ACAP - Association des chauffeurs d'autobus privés, Comité du secteur des garages) ;
- 4 structures spécifiques (Comité Femmes, Comité Rentiers, Commission des Résidents Etrangers, LCGJ - La structure jeunes du LCGB) ;
- 3 commissions pour frontaliers (Commission des frontaliers belges LCGB-CSC, Commission des frontaliers français, Commission des frontaliers allemands).

### Bureaux
Le LCGB offre aide et assistance dans ses 3 bureaux de circonscription (Luxembourg, Esch/Alzette, Ettelbruck), bureaux régionaux (Differdange et Wasserbillig) et 2 bureaux pour frontaliers (Merzig en Sarre et Thionville en Lorraine).

### International, Europe et Grande Région
Le LCGB est affilié à la Confédération européenne des syndicats (CES) et à la Confédération syndicale internationale (CSI).
Au niveau régional, le LCGB est membre du CSI Sarre-Lor-Lux/Trèves-Palatinat occidental, de l'IRS 3 Frontières et de la Plateforme syndicale de la Grande Région (PSGR). À ce titre, le LCGB compte deux conseillers EURES.

## Présidents nationaux

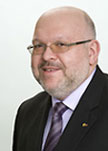
Patrick Dury, actuel président national du LCGB.

| Identité                             | Période          | Période                                    | Durée                      |
| Identité                             | Début            | Fin                                        | Durée                      |
| ------------------------------------ | ---------------- | ------------------------------------------ | -------------------------- |
| Michel Wolff (d)                     | 1921             | 1924                                       | 3 ans                      |
| Mathias Dossing (d)                  | 1924             | 1938                                       | 14 ans                     |
| Jean-Baptiste Rock (d) (1886 - 1971) | 1938             | 1951                                       | 13 ans                     |
| Léon Wagner (d) (1902 - 1997)        | 1951             | 1966                                       | 15 ans                     |
| Pierre Schockmel (d) (1904 - 1967)   | 1967             | 1er octobre 1967 (mort en cours de mandat) | moins d’un an              |
| Jean Spautz (né en 1930)             | octobre 1967     | 1980                                       | 13 ans                     |
| Marcel Glesener (en) (né en 1937)    | 1980             | 1996                                       | 16 ans                     |
| Robert Weber (d) (né en 1955)        | 1996             | 2011                                       | 15 ans                     |
| Patrick Dury (d) (né en 1965)        | 18 novembre 2011 | En cours                                   | 13 ans, 3 mois et 24 jours |

## Publications
Le LCGB édite régulièrement une série de publications :
- La publication multilingue du syndicat Soziale Fortschrëtt (progrès social en luxembourgeois) (6 numéros par année) ;
- La newsletter Spotlight (en fonction de l'actualité) ;
- Les rapidos avec une liste de tous les paramètres sociaux en langue française, allemande, anglaise, portugaise et italienne (en fonction de l'adaptation des paramètres sociaux).

À côté de ces publications régulières, le LCGB édite également une série de matériels d'information comme p.ex. des tracts (LCGB-Info) et brochures (parmi eux un guide fiscal au mois de février de chaque année et un catalogue de formation en automne de chaque année).